# Arena

Arena je zaprto območje, pogosto okrogle ali ovalne oblike, namenjeno predstavam gledališča, glasbenih prireditev ali športnih prireditev. Sestavljena je iz velikega odprtega prostora, ki je na večini ali vseh straneh obdan z vzporednimi sedeži za gledalce in je lahko prekrit s streho. Ključna značilnost arene je, da je prostor dogodka najnižja točka, ki omogoča največjo vidljivost. Arene so običajno zasnovane tako, da sprejmejo veliko število gledalcev.
Beseda izhaja iz latinske harene, posebej finega / gladkega peska, ki se je uporabljal za absorpcijo krvi v starih arenah, kot je Kolosej v Rimu, Italija.
V zgodovini je bila arena prostor za gladiatorske igre in borbe z živalmi. Med najbolj znanimi zgodovinskimi in dobro ohranjenimi arenami so Puljska arena, Hrvaška, Veronska arena, Verona, Italija in druge, ki še danes služijo predstavam.
Izraz arena se včasih uporablja kot sinonim za zelo veliko prizorišče, kot je Rose Bowl v Pasadeni, vendar se takšen objekt običajno imenuje stadion, še posebej, če nima strehe. Druga uporaba je predvsem povezana z vrsto dogodka. Nogomet (združenje, ragbi, itd) se po navadi igra na stadionu, medtem ko se košarka in hokej na ledu igrajo v areni. Obstajajo tudi izjeme. 
Izraz "arena" se uporablja tudi v prenesenem pomenu in se nanaša na dogodek ali vrsto dogodka, ki se dobesedno ali metaforično odvija na takšni lokaciji, pogosto s posebnim namenom primerjanja ideje s športnim dogodkom. Takšni primeri bi bili izrazi kot so 'vojna arena' ali 'arena ljubezni' ali 'politična arena'. V številnih borbenih igrah se mesto, v katerem se borijo nasprotniki, imenuje tudi arena.
Arena se lahko imenuje po imenu sponzorja.